# 황전휴게소
황전휴게소(Hwangjeon Service Area)는 전라남도 순천시 황전면에 위치한 순천완주고속도로의 고속도로 휴게소이다. 양방향 모두 존재한다. 순천방향의 주소는 순천완주고속도로 25, 완주방향은 순천완주고속도로 26이다.

## 시설
- 주차장
- 화장실
- 수유실
- 정유소 : EX-OIL, GS칼텍스(LPG)
- 전기차충전소
- 브랜드매장 : CU, 던킨도너츠, 파스쿠치
- 현금 자동 입출금기

## 완주 방향
- 주차장
- 화장실
- 편의점
- 수유실
- 정유소 : EX-OIL, GS칼텍스(LPG)
- 전기차충전소
- 브랜드매장 : 던킨 도너츠
- 현금 자동 입출금기

## 전후
순천방향
| 다음 지점     | ← | 현재 지점  | ← | 이전 지점   |
| ------------- | - | ---------- | - | ----------- |
| 순천 분기점   | ← | 황전휴게소 | ← | 황전 나들목 |
| 고속도로 종점 | ← | 황전휴게소 | ← | 춘향 휴게소 |

완주방향
| 다음 지점     | ← | 현재 지점  | ← | 이전 지점   |
| ------------- | - | ---------- | - | ----------- |
| 순천 분기점   | → | 황전휴게소 | → | 황전 나들목 |
| 고속도로 기점 | → | 황전휴게소 | → | 춘양휴게소  |